# 48 Crash
Singles de Suzi Quatro
Can the Can
(1973) Daytona Demon
(1973)
48 Crash est une chanson de la chanteuse et musicienne de rock américaine Suzi Quatro.
La chanson fut écrite pour elle par le tandem d'auteurs compositeurs constitué par Mike Chapman et Nicky Chinn.
Cette chanson a atteint la 3e place au Royaume-Uni (en août 1973).